# Tarkő-hegység
A Tarkő-hegység (románul: Munţii Tarcău) a Keleti-Kárpátokban Neamț megyében, Bákó megyében és részben Hargita megyében helyezkedik el, a Tatros folyó völgyétől északkeletre. Határai: északon a Békás-patak és a Beszterce völgye, keleten a Gosman-hegység. Legmagasabb pontja a Tar-havas (1663 m), amely egyben Bákó megye legmagasabb pontja is.

## Hegyek
(északról délre)
| Név          | Tszf. magasság (méter) |
| ------------ | ---------------------- |
| Tar-kő       | 1491                   |
| Csipkés      | 1356                   |
| Kerek-havas  | 1439                   |
| Tó-nyak      | 1464                   |
| Hosszú-havas | 1555                   |
| Erdőelű-hegy | 1588                   |
| Bálványos    | 1568                   |
| Szalatna     | 1465                   |
| Tar-havas    | 1663                   |
| Orodik       | 1273                   |
| Csülemér     | 1648                   |

## Külső hivatkozások
- Térkép Archiválva 2010. február 22-i dátummal a Wayback Machine-ben